# George Minot
George Richards Minot (Boston, Massachusetts, 1885. december 2. – Brookline, Massachusetts, 1950. február 25.) amerikai orvos. 1934-ben George Whipple-vel és William Murphy-vel közösen elnyerte a fiziológiai és orvosi Nobel-díjat "a vérszegénység májterápiával való kezelésének felfedezéséért".

## Élete
George Minot 1885. december 2-án született Bostonban, apja James Jackson Minot, anyja pedig Elizabeth Frances Whitney volt. Családja tősgyökeres New England-i jómódú értelmiségi família volt. A család őse, George Minot 1630-ban vándorolt ki Angliából Amerikába. George apja orvos volt, nagyapjának testvére, nagyanyjának apja, valamint az unokatestvére pedig a Harvard professzorai.
George magániskolákban kezdte tanulmányait, utána pedig magától értetődően a Harvard Egyetem orvosi szakára iratkozott be. Fiatalkorában a zoológia iránt is érdeklődött, első tudományos közleményét 17 éves korában a lepkékről írta. 1908-ban kapta meg artium baccalaureus oklevelét, 1912-ben orvosi diplomáját. A Harvard 1928-ban díszdoktorává is avatta. Egyetemi gyakorlatait a Massachusetts General Hospital-ban végezte, utána pedig a Johns Hopkins Hospital and Medical School-nál dolgozott.
1915-től a Harvard Medical School-nál vállalt állást, kezdetben mint tanársegéd, de gyorsan haladt előre a ranglétrán. 1922-ben főorvos lett a Harvard Egyetemhez tartozó Collis P. Huntington Memorial Hospital-nál, később pedig a Peter Bent Brigham Hospital-nál vállalt állást. 1928-ban a Harvard orvosi tanszékének professzorává és a Thorndike Memorial Laboratory igazgatójává nevezték ki.

## Tudományos tevékenysége
Minot már medikus korában is főleg a vér betegségeivel, elváltozásaival foglalkozott, de sok cikket írt ízületi gyulladás, tumor, étrendi hiánybetegség (B-vitamin hiány) témakörökben is. Fő kutatási témái a véralvadás, transzfúzió, vérlemezkék és retikulociták voltak, és leírt egy családon belül halmozódó, vérszegénységgel együtt járó, atípusos vérzéses szindrómát. Tanulmányozta, hogyan változik meg a vérkép az ipari mérgezések után.
Cikkeket írt a leukémiáról és a nyirokszövetek betegségeiről, de igazán ismertté a vészes vérszegénység tanulmányozása miatt vált. Már 1914-től kezdve érdeklődött a betegség iránt, de igazából csak azután kezdett el komolyan foglalkozni vele, amikor tudomást szerzett róla, hogy George Whipple nyers máj etetésével gyógyítani tudta kísérleti kutyák vérszegénységét. 1926-ban William Murphy-vel közösen kidolgozta a felfedezés humán klinikai alkalmazását. Eredményéért 1934-ben a másik két kutatóval közösen fiziológiai Nobel-díjban részesült. A későbbiekben kidolgozta a májszövet egyes frakcióinak, valamint a vas hatását az anémia kezelésében.

## Elismerései

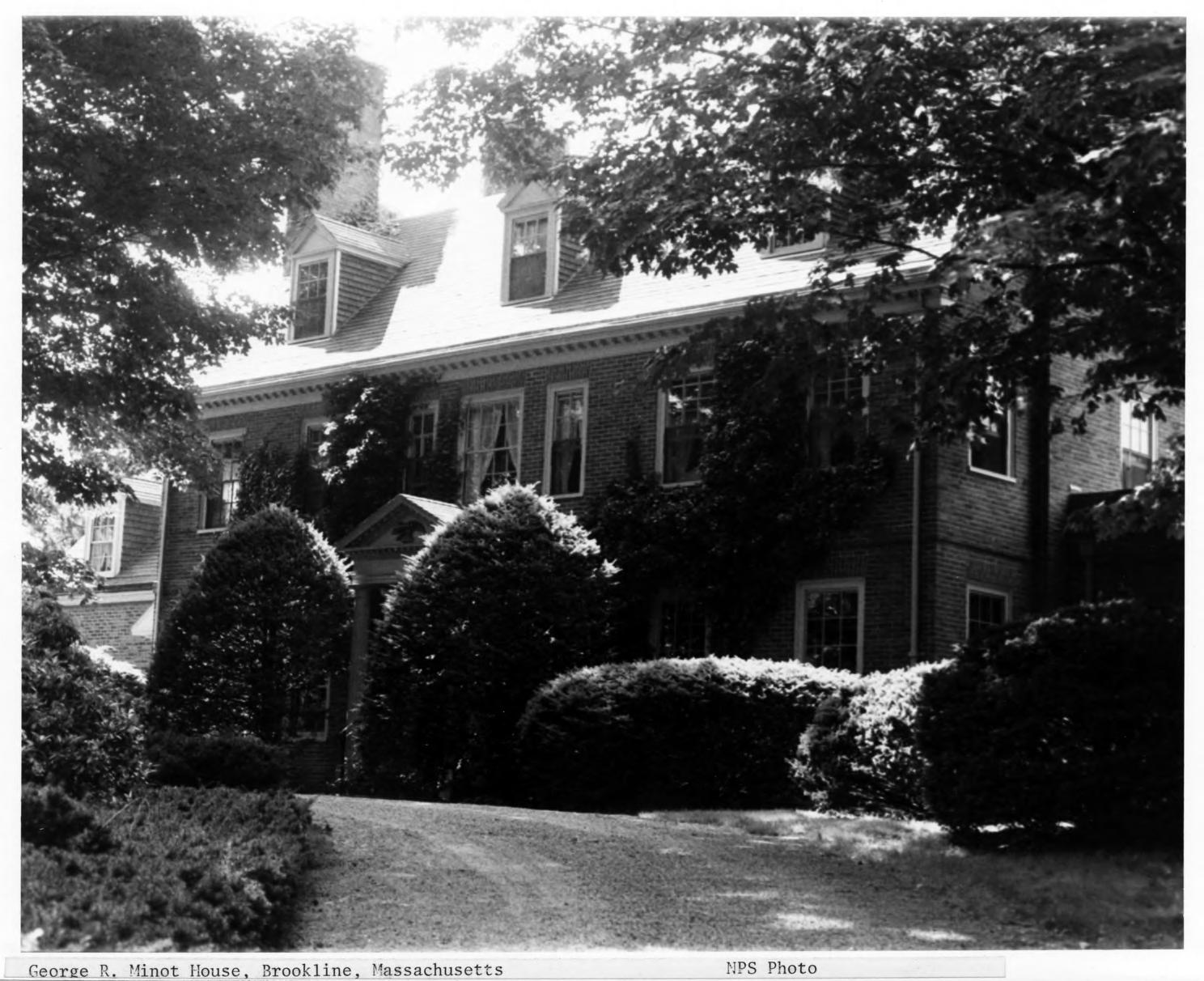
George Minot háza a massachusetsi Brookline-ban

George Minot számos amerikai és külföldi tudományos társaság tagja, és több szakmai folyóirat szerkesztője volt. A Nobel-díjon felül 1930-ban megkapta az Edinburghi Egyetem Cameron-díját, a Popular Science Monthly aranyérmét és Philadelphia városának John Scott-érmét.

## Családja
George Minot 1915-ben feleségül vette Marian Linzee Weldet, két lányuk és egy fiuk született.
Minot cukorbeteg volt. Az inzulinos kezelés ellenére állapota fokozatosan rosszabbodott és ötvenes éveire a betegség több komplikációja is fellépett. 1947-ben agyvérzést szenvedett, amitől bal oldala lebénult és élete hátralevő részében tolószékbe kényszerült. 1948-ban lemondott igazgatói állásáról és 1950. február 25-én elhunyt.  